# Staci Thorn
Staci Thorn (Anchorage, Alaska; 15 de diciembre de 1983) es una actriz pornográfica estadounidense.
Comenzó su carrera en el cine para adultos en el 2004, y desde entonces ha aparecido en más de 400 películas.

## Premios
- 2005 Premio AVN Mejor escena de sexo grupal, Video Orgy World 7[3]